# Rio dei Tre Ponti

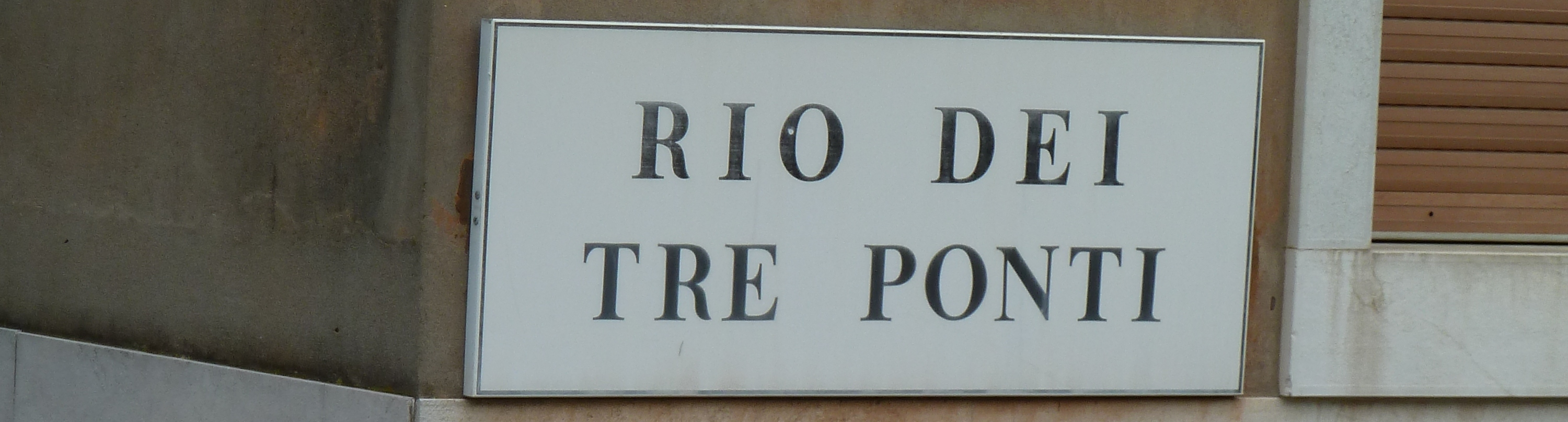

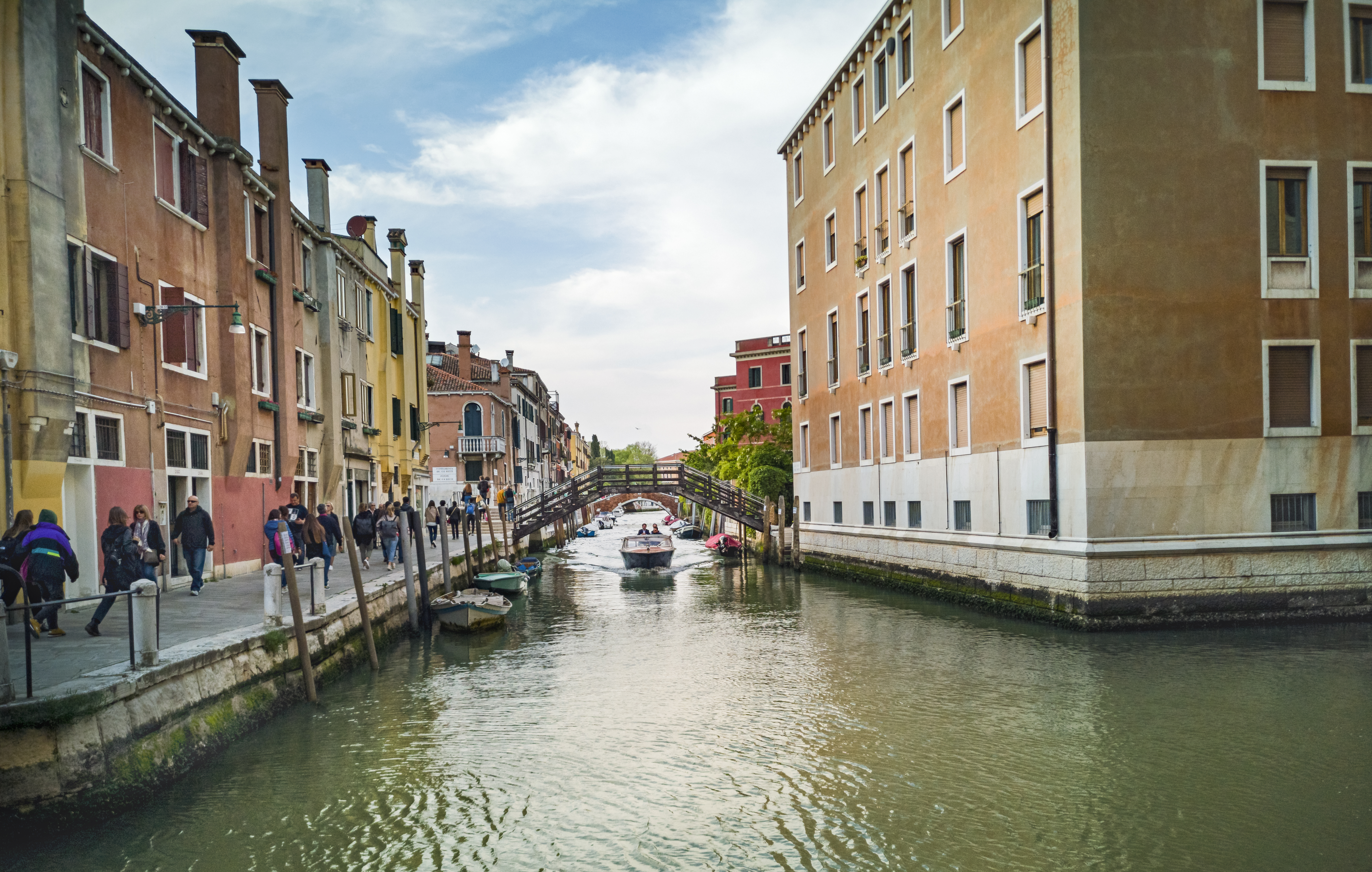
La totalité du rio du sud vers le nord

Le rio dei Tre Ponti (canal des Trois Ponts) est un canal de Venise faisant limite entre les sestiere de Santa Croce et de Dorsoduro.

## Description
Le rio dei Tre Ponti a une longueur de près de 140 mètres. Il raccorde le rio Novo vers le sud au rio del Tentor.

## Toponymie
Même si le Ponte dei Tre Ponti, pont divisé en trois branches se trouve actuellement sur le confluent du rio Novo, rio del Gaffaro et rio de le Burchiele, le nom de ce rio dans le prolongement du rio Novo y réfère.

## Situation
Ce rio longe :
- le fondamenta del Pagan ;
- le Fondamenta San Marco.

## Ponts
Ce rio est traversé par le Ponte del Pagan reliant la fondamente éponyme à la Fondamenta del Rio Novo, et un pont privé en bois.

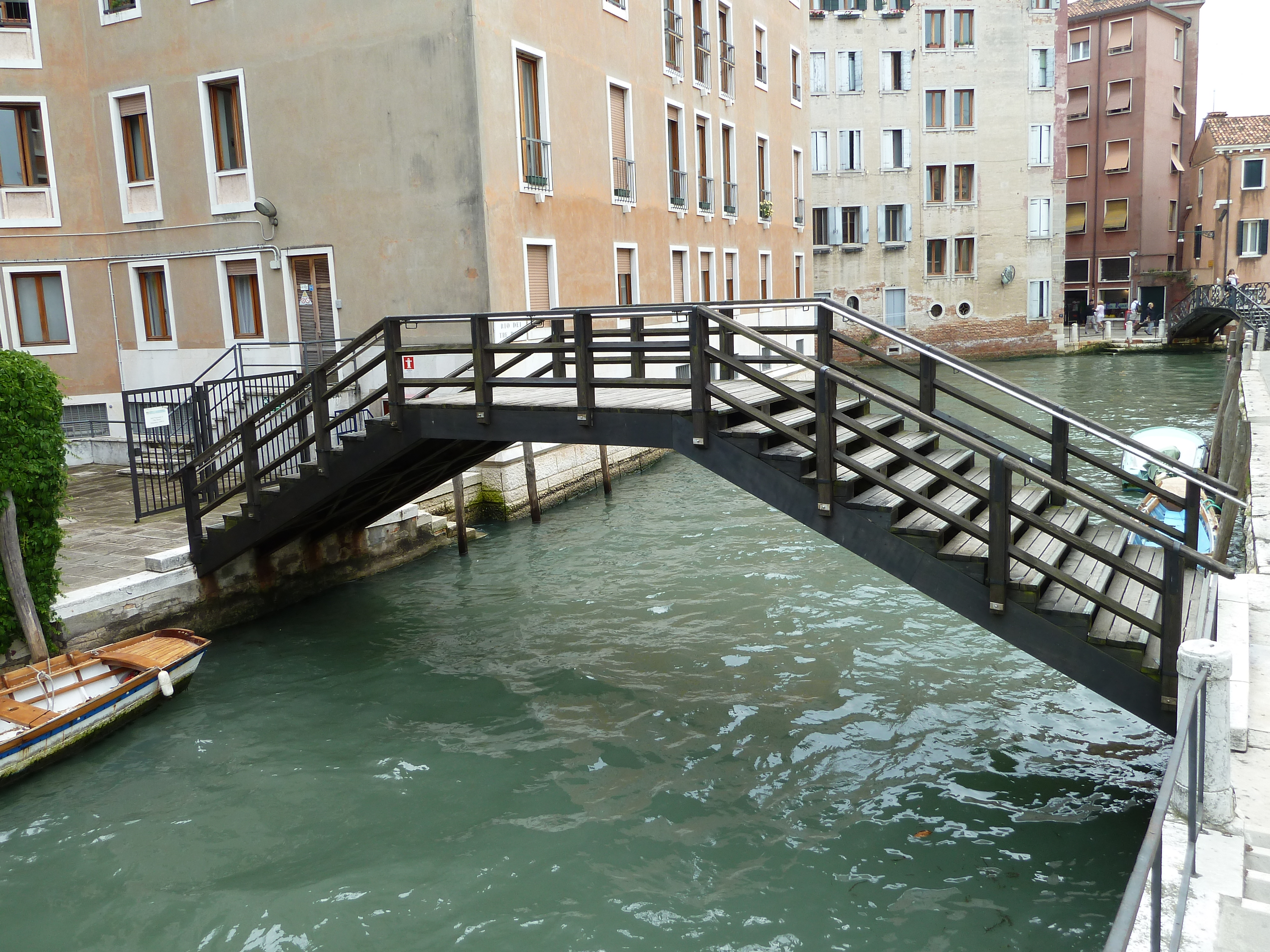
Pont privé sur le rio dei Tre Ponti
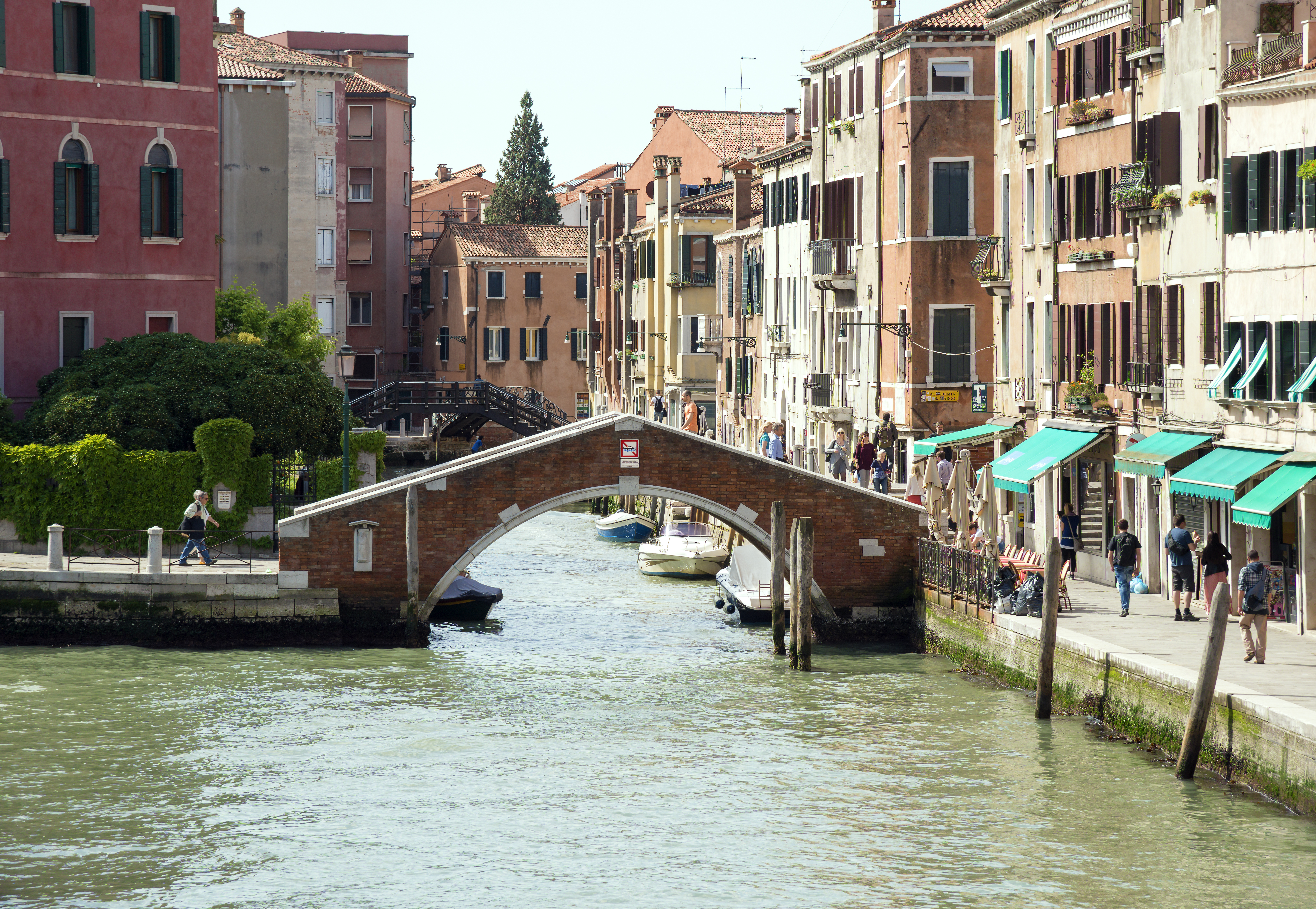
Ponte del Pagan sur le rio dei Tre Ponti
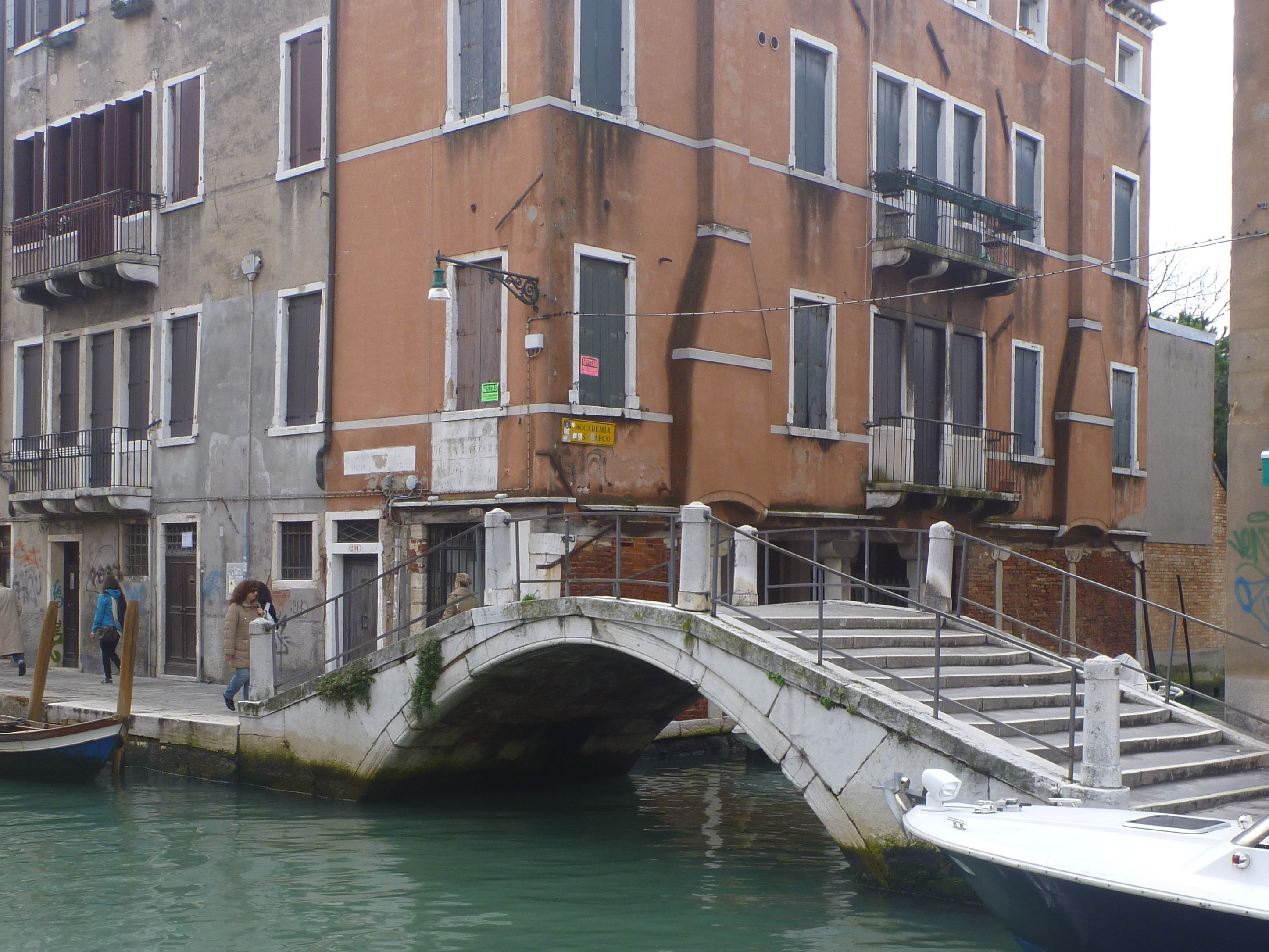
Ponte de la Caziola longeant le rio